# Firstbahn

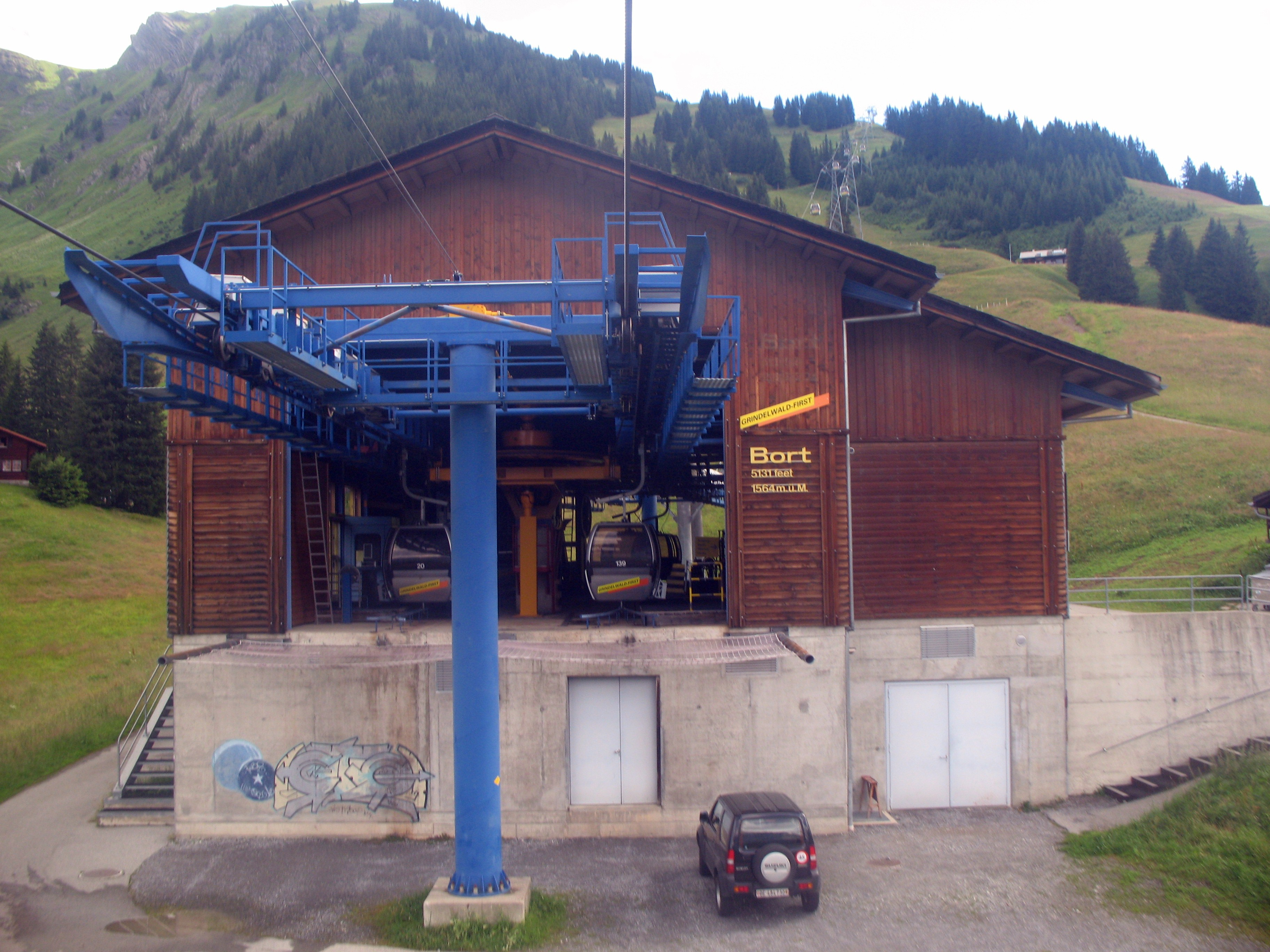
Firstbahn, mezilehlá stanice Bort

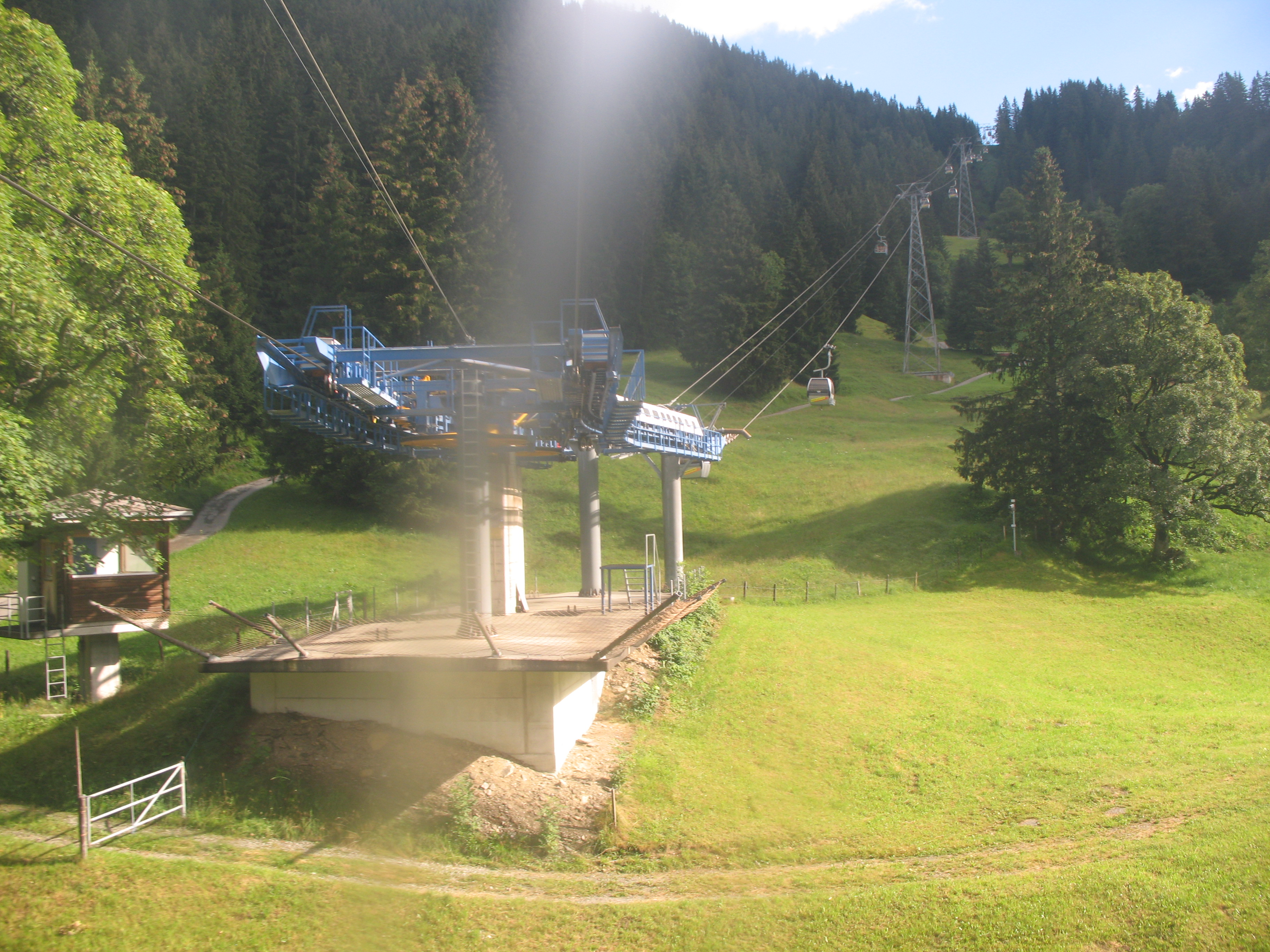
Firstbahn

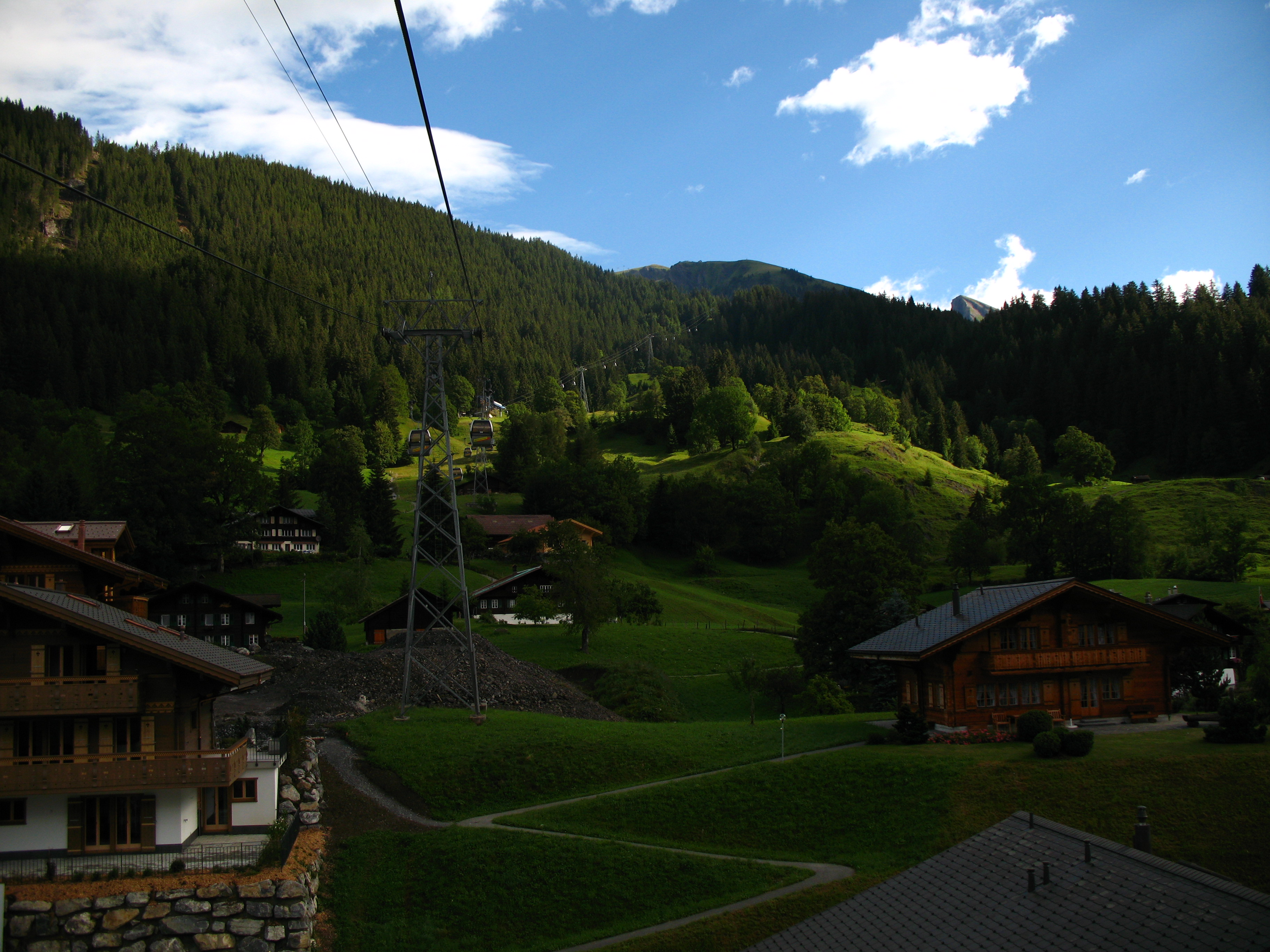
Firstbahn

Firstbahn je kabinková lanovka i název společnosti, která provozuje stejnojmennou kabinkovou lanovou dráhu mezi Grindelwaldem a vrcholem First severovýchodně od Grindelwaldu v kantonu Bern, ve Švýcarsku. Na trase jsou dvě mezilehlé stanice Bort 1 568 m n. m. a Schreckfeld 1 959 m n. m. Kapacita přepravy činí 1 200 osob za hodinu s použitím 6místních kabinek. Doba jízdy je 17 min. na vzdálenost 5 226 m s převýšením 1 104 m. Společnost Firstbahn AG spadá pod holding Jungfraubahnen.

## Historie
Výstavba lanovky z Grindelwaldu na First byla zdlouhavá a přerušena 2. sv. válkou. Během doby došlo i ke změně kabinkové lanovky na sedačkovou a naopak.
| 21. | červen   | 1934        | … | udělena koncese na stavbu lanovky z Grindelwaldu na First                                                                  |
| 11. | prosinec | 1936        |   | zakládající schůze garanční společnosti pro lanovku Grindelwald-First                                                      |
|     | září     | 1939        |   | zastavení prací na začátku 2. sv. války, v Bernu však Ludwig von Roll'schen vyvíjí nový typ lanovek - sedačkové            |
| 18. | květen   | 1946        |   | představení nového projektu lanovky - sedačkové                                                                            |
| 25. | září     | 1946        |   | udělena nová koncese na výstavbu sedačkové lanovky                                                                         |
|     | prosinec | 1946        |   | dokončení stavebních prací (náklady 2,8 mil. CHF)                                                                          |
| 1.  | březen   | 1947        |   | slavnostní zahájení provozu sedačkové lanovky                                                                              |
|     |          | 1949        |   | pojmenování Firstbahn jako první sedačkové lanovky                                                                         |
|     |          | ~1950       |   | projevuje se únava a opotřebení konstrukce lanovky                                                                         |
|     |          | 1961- -1962 |   | uvedení do provozu vleků na Egg                                                                                            |
|     |          | 1966        |   | prodloužení koncese provozu sedačkové lanovky do 31. prosince 1986                                                         |
|     |          | 1986        |   | Švýcarské sdružení cestovního ruchu představuje koncept rozvoje turistického ruchu v oblasti                               |
| 7.  | červen   | 1990        |   | zahájení stavby kabinkové lanovky pro 6 cestujících s mezistanicemi, sedačková lanovka ponechána v provozu do konce sezóny |
| 8.  | srpen    | 1991        |   | nejdelší sedačková lanovka v Evropě přepravila 13 000 000 cestujících                                                      |
| 18. | srpen    | 1991        |   | ukončení provozu sedačkové lanovky                                                                                         |
|     | listopad | 1991        |   | zahájení provozu nové kabinkové lanovky First                                                                              |

Pohledy z lanovky Firstbahn na ...
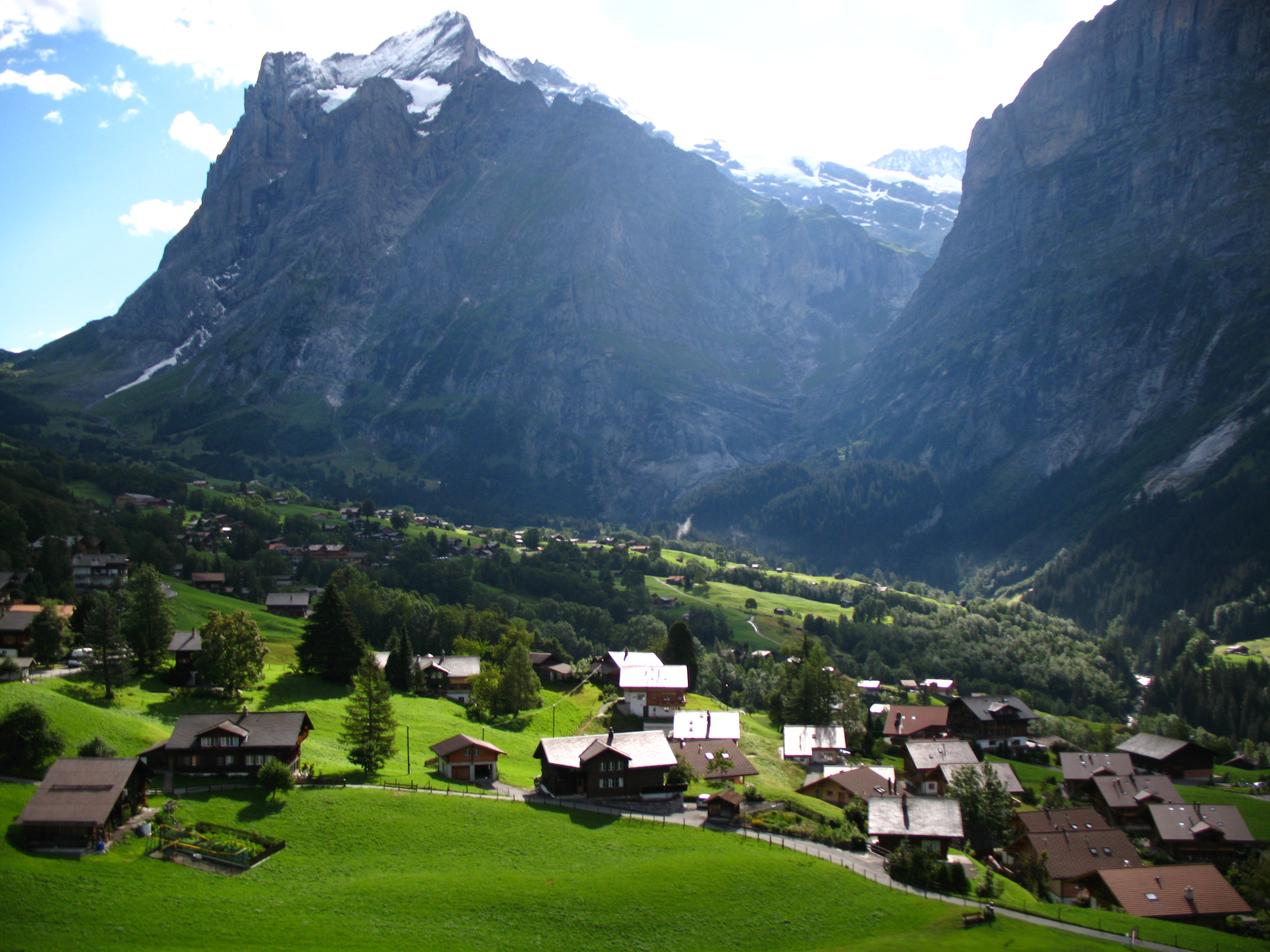
...Wetterhorn
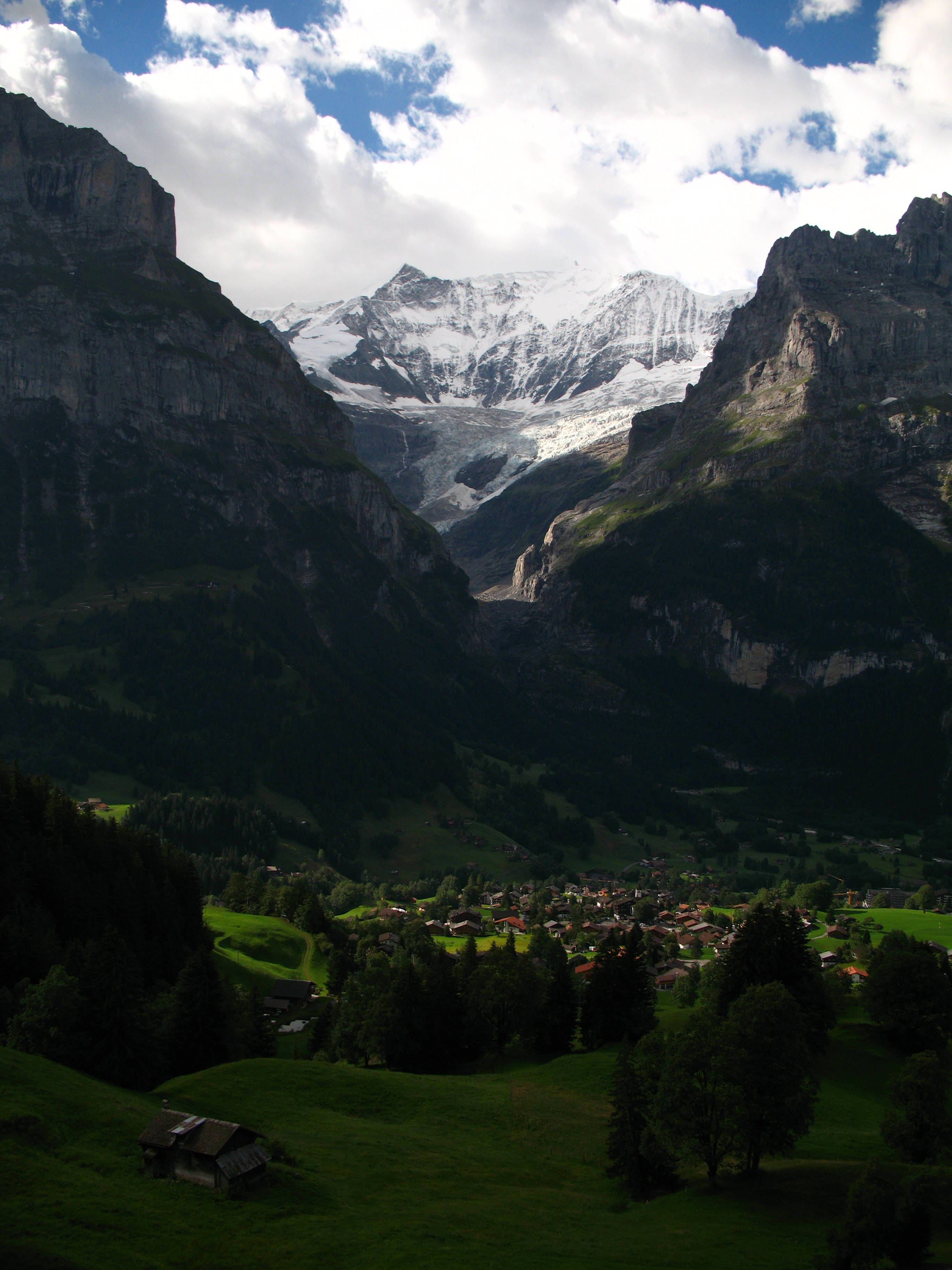
... Mettenberg
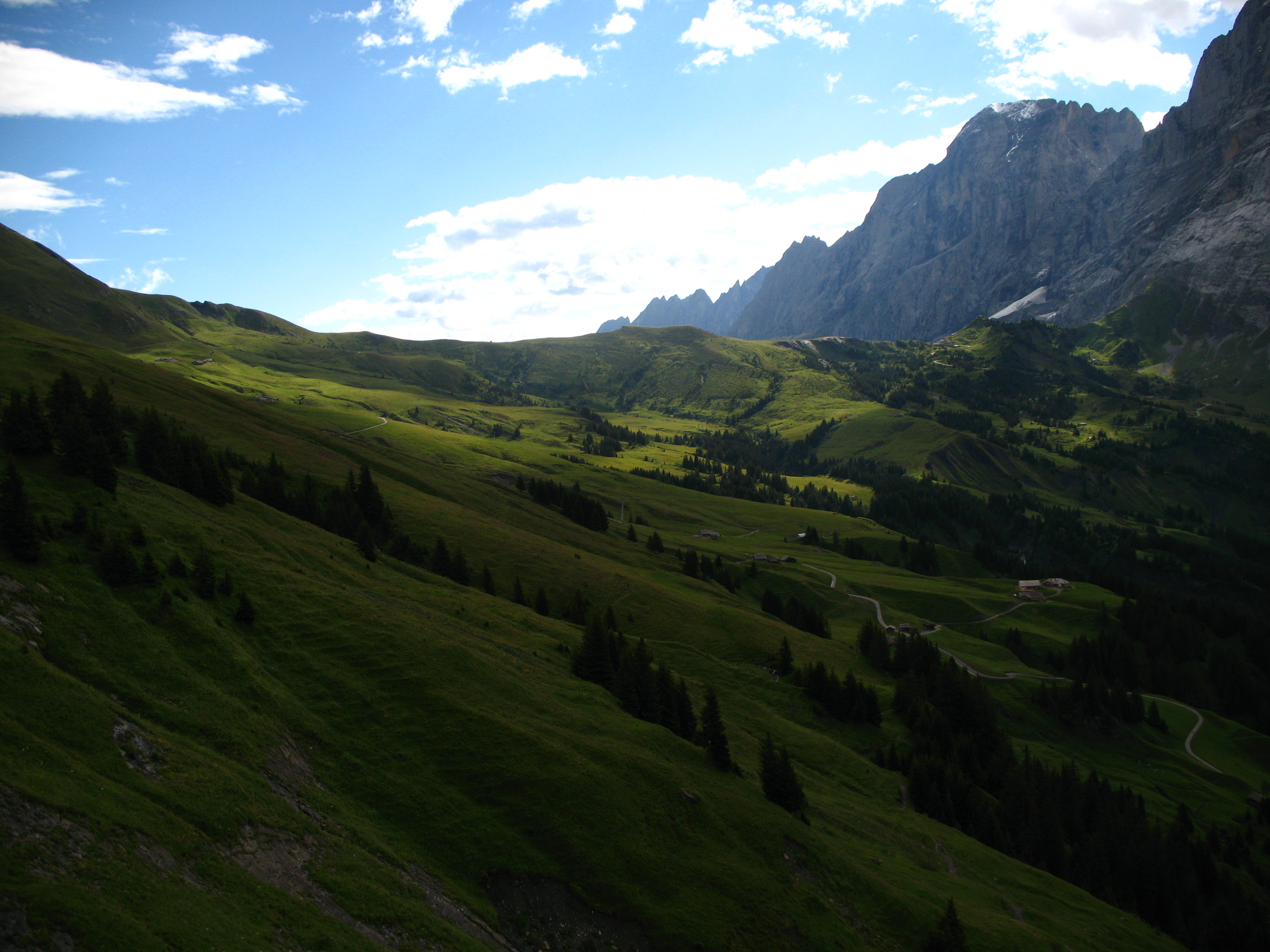
... Grosse Scheidegg
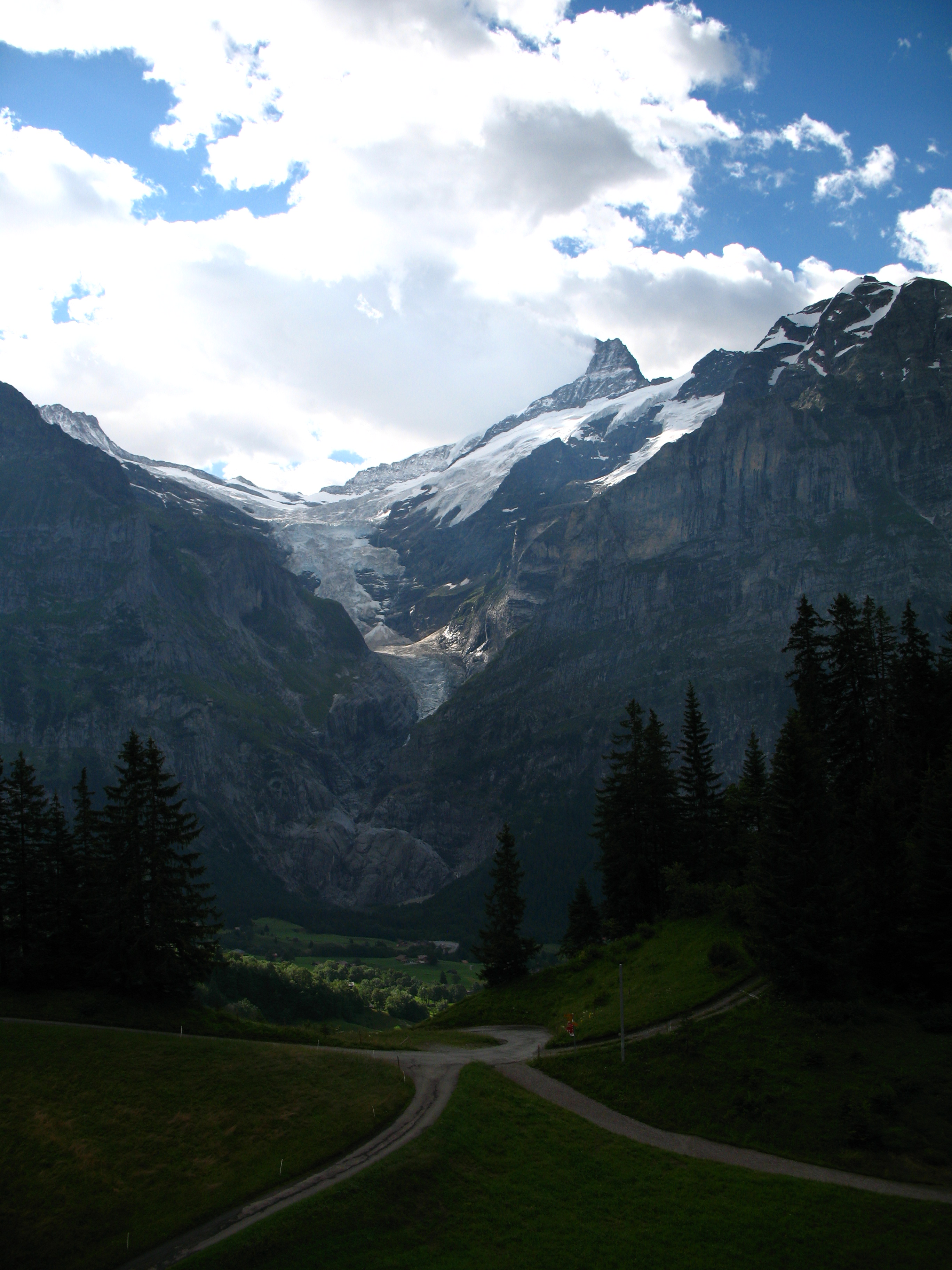
... vrcholy Alp

## Technická data lanovky
| systém:                   |  | CWA Constructions SA, Olten         |
| typ:                      |  | neuvedeno                           |
| provoz:                   |  | oběžný                              |
| počet kabin:              |  | 143× standard, 1× VIP, 1× zdravotní |
| počet osob:               |  | 6                                   |
| hmotnost kabiny:          |  | 485 kg                              |
| povolené zatížení:        |  | 480 kg                              |
| plné zatížení:            |  | 965 kg                              |
| kapacita:                 |  | 1 200 os./hod.                      |
| dolní stanice:            |  | 1 067 m n. m.                       |
| mezistanice:              |  | 1 568 / 1 959 m n. m.               |
| horní stanice:            |  | 2 171 m n. m.                       |
| celkové převýšení:        |  | 1 104 m                             |
| průměrný sklon:           |  | 22,56 %                             |
| maximální sklon:          |  | 68,38%                              |
| lanová délka:             |  | 5 226 m                             |
| rychlost:                 |  | 5 m/s                               |
| výkon hl. motoru:         |  | neuvedeno kW                        |
| výkon. zálož. mot.:       |  | neuvedeno kW                        |
| nosná lana:               |  | Ø 42,0 mm                           |
| tažné lano:               |  | Ø neuvedeno mm                      |
| proti lano:               |  | Ø neuvedeno mm                      |
| počet stožárů:            |  | neuvedeno                           |
| výška stožáru:            |  | neuvedeno m                         |
| zatížení lana nad údolím: |  | 361 kN                              |
| zatížení lana navrcholu:  |  | neuvedeno kN                        |